# Mustelus schmitti
La musola gatusa (Mustelus schmitti) es un tiburón de la familia Triakidae, que habita en las plataformas continentales del Atlántico subtropical suroccidental desde el sur de Brasil y Uruguay hasta el norte de Argentina entre las latitudes 30° S y 44° S, a profundidades de entre 60 y 195 m. Su longitud máxima es de 109 cm.
Se alimenta de cangrejos y otros crustáceos, y posiblemente de peces pequeños. Se utiliza para el consumo humano.
Su reproducción es ovovivípara, y da a luz a camadas de entre dos y siete alevinos, cuya longitud al nacer es de aproximadamente 26 cm.